# 解放桥 (意大利)

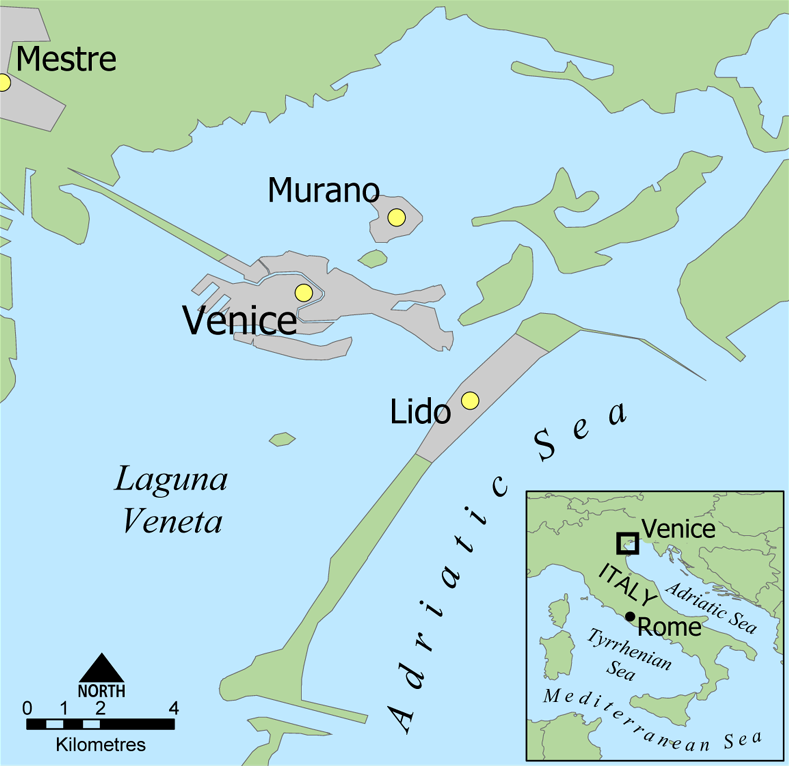
威尼斯潟湖

解放桥（義大利語：Ponte della Libertà），又译做自由桥，桥体跨越威尼斯潟湖，连接意大利的威尼斯城和梅斯特雷，全长3850米。雙向共有四條快車道，沒有緊急避車專用路肩。

## 历史
该桥于1931年由工程师尤金·苗齐设计，1933年在墨索里尼的主持下落成通车。当时桥的名字叫做利托里奥桥（義大利語：Ponte Littorio），第二次世界大战结束后，为了纪念摆脱法西斯独裁和纳粹佔领，更名为解放桥。

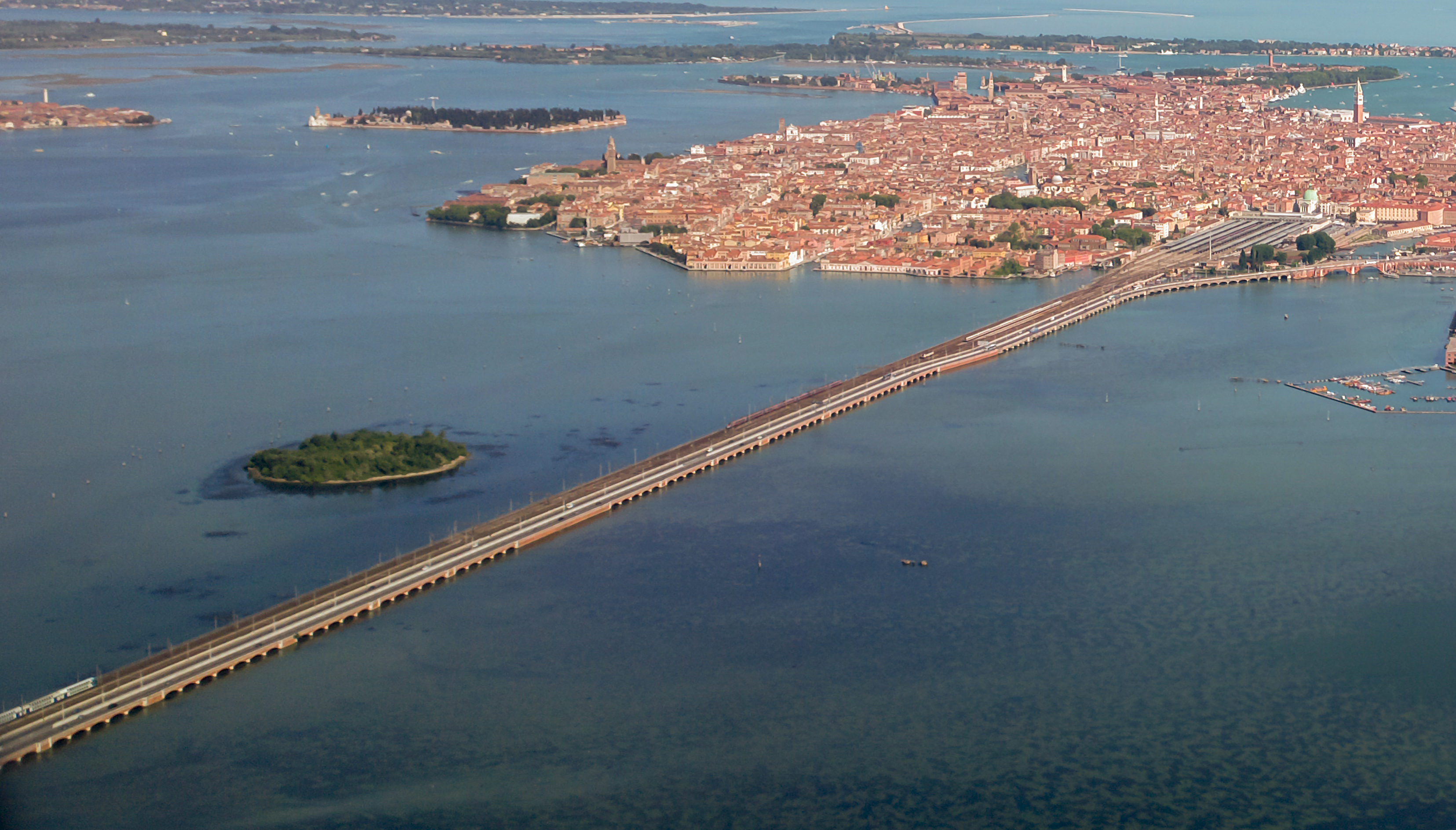
解放桥

此外在該橋的旁有一條跟該橋平行的鐵路，它是在1846年奧地利帝國控制下的倫巴第-威尼西亞王國時期竣工通車，此双轨铁路使用至今。

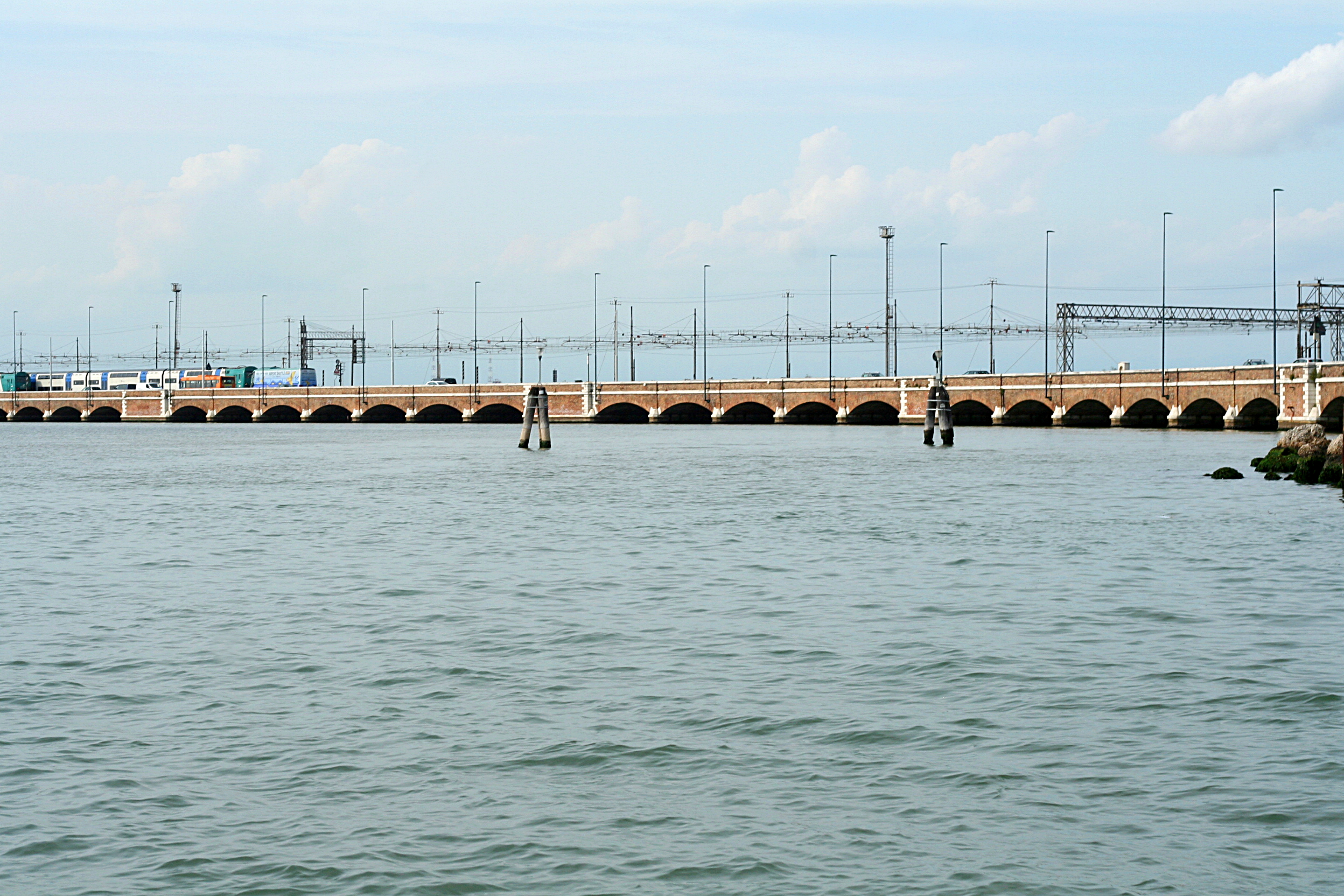
蓬特·德拉·利伯塔橋的東南側

## 資料來源
1. ↑  Venice Railroad Bridge （页面存档备份，存于） （英文）.

## 相關項目
- JoJo的奇妙冒險 黃金之風－作品舞台重點劇情的場景所在地之一